# Virgilio Barco Martínez
José de Jesús Virgilio Barco Martínez (Floridablanca, 9 de agosto de 1858-15 de enero de 1922) conocido simplemente como Virgilio Barco M. fue un militar y empresario colombiano. Se le atribuye ser el primer explotador de petróleo no gubernamental de Colombia.
Fue Concejal de Cúcuta y Prefecto por la misma ciudad en 1869. Fue abuelo del político colombiano y a la postre, presidente del país entre 1986 y 1990, el liberal Virgilio Barco.

## Biografía
Virgilo Barco Martínez nació en Floridablanca, Santander, el 9 de agosto de 1858, en el hogar de José María Eufrasio de los Dolores Barco Moya y Ezequiela Martínez Arenas.

### Carrera
Se hizo militar y participó en varios conflictos importantes en la historia de Colombia. En 1885 se enlistó en el Ejército para pelear a favor del gobierno conservador, en las guerras civiles de esos años. Fue ascendido a General cuando terminaron las hostilidades.
Participó en la Guerra de los Mil Días, donde lucharía contra al militar liberal Justo Leónidas Durán que luego se convertiría en pariente suyo.
Cuando terminó la guerra, su hijo se casó con la sobrina del general Durán. Por esos años se empezaron a hacer exploraciones de pozos petrolíferos en la zona del Catatumbo, una de las zonas más ricas de Colombia en la actualidad.
Con el ascenso a la presidencia de su amigo de batallas, el General Rafael Reyes en 1904, a Barco le fue adjudicada la explotación de la zona, mediante una concesión a su empresa Barco Garcés que luego se convirtió en Concesión Barco.
Las regalías le permitieron convertirse en un poderoso empresario de crudo en la región de los Santanderes. Años después, en 1931, la compañía estadounidense Colombian Petroleum subsidiaria de Gulf, adquirió la Concesión Barco.

### Filantropía
Con las millonarias regalías percibidas por su actividad petrolífera, Barco construyó la Fundación Virgilio Barco de ayuda a niños de la región y prestación servicios de salud, que fue inaugurada en 1921. De la iniciativa nació un hospital, el cual fue fundado el 19 de noviembre de 1955 por sus hijos, conocido como Hospital Virgilo Barco.
Finalmente falleció a los 62 años el 15 de enero de 1922, dejando una inmensa fortuna.

## Familia
Sus padres eran José María Eufrasio de los Dolores Barco Moya y Ezequiela Martínez Arenas
El general Barco fundó la prestigiosa familia Barco. Sus hijos fueron María; Alicia; Matilde y Jorge Enrique Barco Maldonado, e Ida Barco Martínez; y adoptó a Humberto Salinas Clavijo.
Estuvo casado con María Edelmira Filomena de las Nieves Maldonado Atalaya y luego con Severina Salinas. De su matrimonio con doña Filomena Maldonado viene el tronco común de los Barco.
Su hijo Jorge se convirtió en político conservador y de su matrimonio con la sobrina del general Durán, Julieta Vargas Durán, nacieron Virgilio, Marina, Edelmira, Jorge y Alberto Barco Vargas. Virgilio Barco fue luego un político liberal, siguiendo la línea materna, y se convirtió en Alcalde de Bogotá en 1966 y en presidente de la república entre 1986 y 1990.